# Drymaplaneta semivitta
Drymaplaneta semivitta is een insect uit de orde kakkerlakken (Blattodea) en de familie Blattidae. De soort werd voor het eerst wetenschappelijk gepubliceerd door Walker in 1868.
De kakkerlak heeft een zeer plat lichaam en een donkere kleur.